# Forst (Cochem-Zell járás)
Forst település Németországban, Rajna-vidék-Pfalz tartományban. Lakosainak száma 66 fő (2023. december 31.). Forst Mörsdorf, Altstrimmig és Sosberg községekkel határos.

## Népesség
A település népességének változása:
| Lakosok száma | 59   | 61   | 62   | 64   | 64   | 66   |
|               | 1975 | 2017 | 2019 | 2021 | 2022 | 2023 |